# Рябовол, Николай Степанович
Никола́й Степа́нович Рябово́л (укр. Мико́ла Степа́нович Рябові́л; 17 декабря 1883, станица Динская, Кубанская область — 14 (27) июня 1919) — кубанский политик и общественный деятель, председатель Кубанской Законодательной Рады (1917—1919).

## Детство и юность
В семье станичного писаря, своего отца, Рябовол был старшим из 13 детей. Отцу стоило много труда обучать своего первенца в начальных классах Екатеринодарского Войскового реального училища и поэтому средства для продолжения образования в старших классах и в Киевском политехническом институте пришлось добывать самому молодому Рябоволу. Но окончить высшую школу ему так и не удалось; недостаток средств принудил его уйти с третьего курса механического отделения и искать постоянных заработков. В 1909 году станица делегировала его на учредительный съезд по постройке кооперативной Кубанско-Черноморской железной дороги. Здесь он избран в организационный комитет и принял на себя хлопоты по утверждению властями устава дороги, а также по банковскому финансированию предприятия и по подбору строительно-технического персонала. После успешного завершения задачи Рябовол выдвинут на пост одного из директоров правления.

## Военная служба
В 1915 году его мобилизовали в армию с откомандированием в военно-инженерное училище, откуда с производством в чин прапорщика он вышел в саперную часть.

## Политическая деятельность
В мае 1917 года Рябовол возвращается из Финляндии на Кубань. Его сразу избирают председателем Областного Продовольственного Комитета, проводившего снабжение не только Кавказской армии, но и населения прилегающих к фронту районов, подкармливая хлебом и остальную Россию. В сентябре и ноябре того же года Рябовол избирался председателем Войсковой и Законодательной Рады.
Во главе кубанской делегации Рябовол посещал Киев, занятый германцами. Он имел заданием установить с гетманом добрососедские отношения и тем способствовать снабжению казаков оружием из огромных российских запасов, собранных на складах Украины.
Возвратившись на Дон, Рябовол отправился во Второй Кубанский поход. 2 августа 1918 года правительство Кубани получило возможность возобновить свою работу в Екатеринодаре, где Рябовол был избран на пост председателя Краевой Рады.
После выступления с критикой Добровольческой армии на Южнорусской конференции, в 2 часа ночи следующего дня (14 июня по стар. стилю 1919), при возвращении в Палас-отель Рябовол был убит двумя выстрелами из револьвера. Убийство произошло под крышей гостиницы; пули попали сзади в шею и в голову, смерть наступила мгновенно.
Преступление было совершено на территории, контролировавшейся властями Донской республики. Многочисленные улики указывали на участие в убийстве некоторых офицеров Добровольческой армии из ОСВАГ, чему имелись и непосредственные свидетели, но несмотря на это виновники не были обнаружены. С уходом атамана П. Н. Краснова и избранием А. П. Богаевского Войсковым атаманом Войска Донского между правителями Всевеликого Войска Донского и штабом генерала Деникина установилось полное единодушие. Правительство Дона приняло решение закрыть дело. В обществе возникла теория, что Рябовол погиб от руки убийц, подосланных штабом генерала Деникина, хотя никаких весомых доказательств так и не было найдено.

## Память
После гибели Рябовола Владимир Пуришкевич в ростовской газете «На Москву» опубликовал пасквильное стихотворение «Кубань и Рада».
При советской власти имя Рябовола было предано забвению.
2 августа 1990 года на берегу Алексеевского залива Каховского водохранилища, в рамках празднования 500-летия Запорожского казачества, организованного НРУ, делегация кубанского казачества привезла портрет с надписью «Микола Рябовіл — національний герой України».
18 декабря 2013 года в станице Динской на улице Чапаева (до революции — Базарная) была торжественно открыта мемориальная доска, посвящённая Рябоволу. Кроме того, на окраине родной станицы есть улица Николая Рябовола.
С 2017 года в Голосеевском районе Киева есть улица Николая Рябовола.